# Защита Сокова

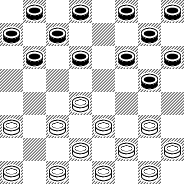
диаграмма 1

Защита Сокова — дебют в русских шашках. Распространился в 1930-х годах. Табия дебюта возникает после ходов 1.cd4 fg5 2.bc3 ef6 (см. д.1.). Василий Александрович Соков играл за чёрных и более остро, сдвигая золотую шашку, например, 3. gh4 de7.

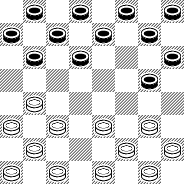
диаграмма 2. Игра Блиндера

Ср. позицию с другой табией — из дебюта Игра Блиндера (см. д.2.).